# Plock
Plock (poljsko Płock [pwɔt͡sk] ()) je zgodovinsko pomembno poljsko mesto ob reki Visli v Mazovskem vojvodstvu v osrednji Poljski.  Leta 2008 je imel približno 126.962 prebivalcev.
Plock je glavno mesto powiata (okraja) na zahodu Mazovskega vojvodstva. Od leta 1079 do 1138 je bil glavno mesto Poljske. Grič Wzgórze Tumskie z gradom in katoliško stolnico, v kateri so sarkofagi številnih poljskih monarhov, je uvrščen med zgodovinske spomenike Poljske. V srednjem veku je bil pred vzponom Varšave glavno mesto in upravno središče Mazovije. Tudi potem je ostal poljsko kraljevsko mesto.  Mesto je kulturno, akademsko, znanstveno, upravno in prometno središče zahodne in severne Mazovske regije.  Plock je sedež rimskokatoliške škofije Plock, ene najstarejših škofij na Poljskem, ustanovljene v 11. stoletju. Je tudi svetovni sedež Mariavitske cerkve. V Płocku je Srednja šola Maršala Stanislava Malahovskega, najstarejša šola na Poljskem in ena najstarejših v srednji Evropi, ter rafinerija Plock, največja rafinerija nafte v državi.

## Zgodovina

### Srednji vek
Zahodna Mazovija je bila dolgo naseljena s poganskimi ljudstvi. V 10. stoletju je bila na strateški vzpetini nad Vislo na križišču plovnih poti postavljena prva utrdba. Leta 1009 je bil tukaj ustanovljen benediktinski samostan in postal središče znanosti in umetnosti na tem območju.
Med vladavino prvih monarhov iz dinastije Pjast, vključno z vojvodo Mješkom I. in kraljem  Boleslavom I. Hrabrim, je bil Plock  eden od njihovih sedežev. Od leta 1037 do 1047 je bil Plock glavno mesto neodvisne mazovske države Miecław in nato rezidenca mnogo mazovskih vojvod. Leta 1075 je postal sedež rimskokatoliške škofije. Med vladanjem Vladislava I. Hermana in Boleslava III. Krivoustega je bil od leta 1079 do 1138 glavno mesto Poljske in si nato prislužil naslov vojvodskega mesta. Po razdrobitvi Poljske na majhne vojvodine je bil od leta 1138 glavno mesto vojvodine Mazovije in nato vojvodine Płock. Leta 1180 je bila ustanovljena današnja Srednja šola maršala Stanisława Malahovskega (Małachowianka), najstarejša še obstoječa šola na Poljskem in ena najstarejših v srednji Evropi. Med njenimi pomembnimi diplomanti je bil učenjak in pravnik Paweł Włodkowic, zagovornik verske svobode v Evropi, ki je tam študiral v poznem 14. stoletju.
Leta 1237 so bile Plocku uradno podeljene mestne pravice, ki so bile obnovljene leta 1255. V 14. stoletju je kralj Kazimir III. Veliki Plocku podelil velike privilegije. V tem stoletju so prišli v mesto prvi judovski naseljenci. Vojvodina Plock je bila leta 1495 priključena k poljski kroni kot povraten fevd.

### Kasnejša zgodovina
V zgodnjem novem veku je bil Plock poljsko kraljevo mesto  in glavno mesto vojvodstva Plock znotraj Velikopoljske province. 16. stoletje je bilo zlata doba mesta, preden je utrpelo velike izgube prebivalstva zaradi kuge, požara in vojn med Švedsko in Poljsko v poznem 17. in zgodnjem 18. stoletju. Švedi so takrat uničili večji del mesta, vendar so ga meščani obnovili in si opomogli. V poznem 18. stoletju so podrli staro mestno obzidje in zgradil Novo mesto, polno številnih nemških priseljencev. 
V drugi delitvi Poljske leta 1793 je mesto pripadlo Prusiji. Od leta 1807 je bilo del kratkotrajne poljske vojvodine Varšave, leta 1815 pa je postalo del Kongresne Poljske, ki jo je kasneje v celoti priključilo Rusko carstvo. Leta 1831 je bil v mestni hiši Plocka zadnji sejm (skupščina) Kongresne Poljske. Bil je sedež deželne vlade in aktivno središče.  Njegovo gospodarstvo je bilo tesno povezano s trgovino z žitom. V začetku 19. stoletja je bil zaradi stalnega pritoka prebivalcev narejen nov načrt mesta. V tem obdobju so bile zgrajene številne najlepše stavbe v neoklasičnem slogu. Leta 1820 je bilo ustanovljeno Znanstveno društvo Płock, v poznem 19. stoletju pa se je mesto začelo industrializirati Leta 1863 so se lokalni Poljaki borili v januarski vstaji proti Rusiji. Zygmunta Padlewskega, vodjo upora v ploški regiji, so Rusi usmrtili v Plocku maja 1863.  Leta 1905 so v Plocku potekale velike demonstracije poljske mladine in delavcev.
Med prvo svetovno vojno je Plock od leta 1915 do 1918 okupirala Nemčija, Leta 1918 je Poljska ponovno pridobila neodvisnost in Płock je bil takoj ponovno vključen v poljsko državo. Avgusta 1920 je mesto postalo znano po uspešni junaški obrambi pred Sovjeti med poljsko-sovjetsko vojno.  V bitki je padlo 250 poljskih branilcev, vključno s 100 civilisti. Leta 1921 je Plock obiskal maršal Józef Piłsudski in mesto odlikoval s Križem za hrabrost, s čimer je Plock postal drugo poljsko mesto, ki je, kmalu za Lvovom, prejelo to poljsko vojaško odlikovanje.

### Druga svetovna vojna
Po nemški okupaciji Poljske septembra  1939 je bil Ploch priključen k nemškemu Reichu kot del Regierungsbezirk Zichenau. Nemci so leta 1941 mesto preimenovali v  Schröttersburg po pruskem baronu Friedrichu Leopoldu von Schrötterju.
Po okupaciji so Nemci izvajali masovne aretacije Poljakov, predvsem učiteljev, aktivistov, lastnikov trgovin, notarjev, lokalnih uradnikov, lekarnarjev, direktorjev in vojaških častnikov. Zapirali so jih v lokalnem zaporu  in taboriščih Soldau in Mauthausen. Veliko Poljakov so odpeljali na prisilno delo.
Za Jude so Nemci leta 1940 ustanovili geto. V getu je bilo v sobah po deset ljudi. Zaradi nemogočih higienskih razmer so se začele v getu širiti bolezni.  Nemci so veliko Judov pobili v samem getu, večino pa v taborišču Treblinka. Od 10.000 Judov v regiji jih je vojno preživelo okoli 300.
Nemci so v okupiranem mestu zaprli vse poljske ustanove in ukinili časopise. Prilastili in uničili so številne poljske kulturne spomenike, zbirke in arhive, vključno z bogato zbirko  Ploškega  znanstvenega društva. Zbirke lokalnih muzejev, zakladnica stolnice, cerkveni arhivi in škofijska knjižnica so bili ukradeni in odpeljani v muzeje v Königsbergu, Vroclavu in Berlinu. Lokalno semenišče je bilo preurejeno v vojašnico SS.
Mesto je kljub temu ostalo središče poljskega podtalnega uporniškega gibanja. Po drugi svetovni vojni je bil na Poljskem vzpostavljen socialistični režim, ki je trajal do 1980. let.